# Gynacantha basiguttata
Gynacantha basiguttata – gatunek ważki z rodziny żagnicowatych (Aeshnidae).